# 6499 Michiko
6499 Michiko è un asteroide della fascia principale. Scoperto nel 1992, presenta un'orbita caratterizzata da un semiasse maggiore pari a 2,7641797 UA e da un'eccentricità di 0,1403657, inclinata di 10,05173° rispetto all'eclittica.